# 澤田安樹
澤田 安樹（さわだ あんじゅ） は、日本の物理学者。京都大学名誉教授。

## 人物・経歴
1977年東北大学大学院理学研究科物理学専攻博士課程修了、理学博士。1978年名古屋大学理学部助手。1985年東北大学大学院理学研究科助教授。2004年京都大学低温物質科学研究センター教授。2013年定年退職、京都大学名誉教授、日本物理学会代議員。専門は低温物理学、量子ホール効果。

## 著作
- 『固体ヘリウム3の磁場中における核磁気秩序相の研究』1990年
- 『固体ヘリウム3UUDD相におけるスピン波の検出』1992年
- 『マイクロプロセッサーをもちいたNMR温度計の開発』1994年
- 『熱膨張・磁歪によるフェビーフェルミオンの基底状態の研究』1999年
- 『マイクロ波を用いた2層系量子ホール状態における巨視的量子コヒーレンスの観測』2002年
- 『2層系量子ホール状態におけるマクロ・コヒーレンスの研究』2002年